# Золотарёво (Орловская область)
Золотарёво — село, административный центр Золотарёвского сельского поселения Залегощенского района Орловской области России.
Расположено на западе Залегощенского района. Располагается по обеим сторонам реки Оптушки — притока Оптухи в 22 км (по автодороге) от областного центра Орла.
На территории села находится железнодорожная станция с одноимённым названием.
В селе имеется средняя общеобразовательная школа, почтовое отделение, амбулатория, где работает один врач общей практики и две медсестры, сельский дом культуры и библиотека. На территории села находится братская могила, в которой захоронены 178 советских воинов, погибших в годы Великой Отечественной войны. Имена всех известны.
Селение имело другое название Глебово (по имени владельца). В 1866 году население села составляло 788 человек и насчитывалось 98 крестьянских дворов.